# Seeling von Saulenfels

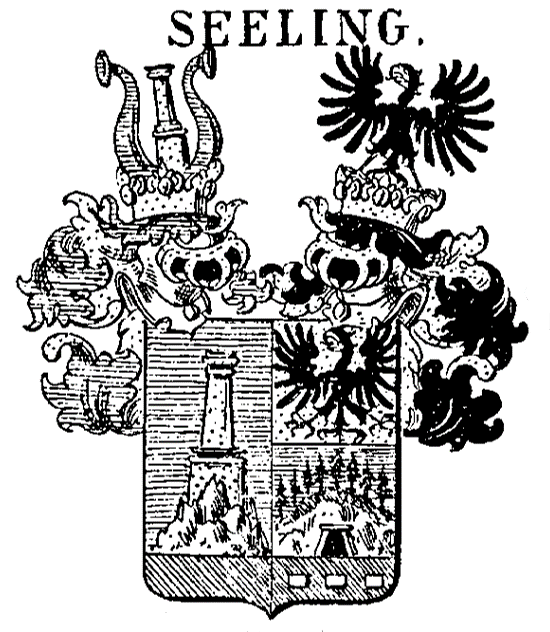
Wappen der Seeling von Saulenfels bei Johann Siebmacher

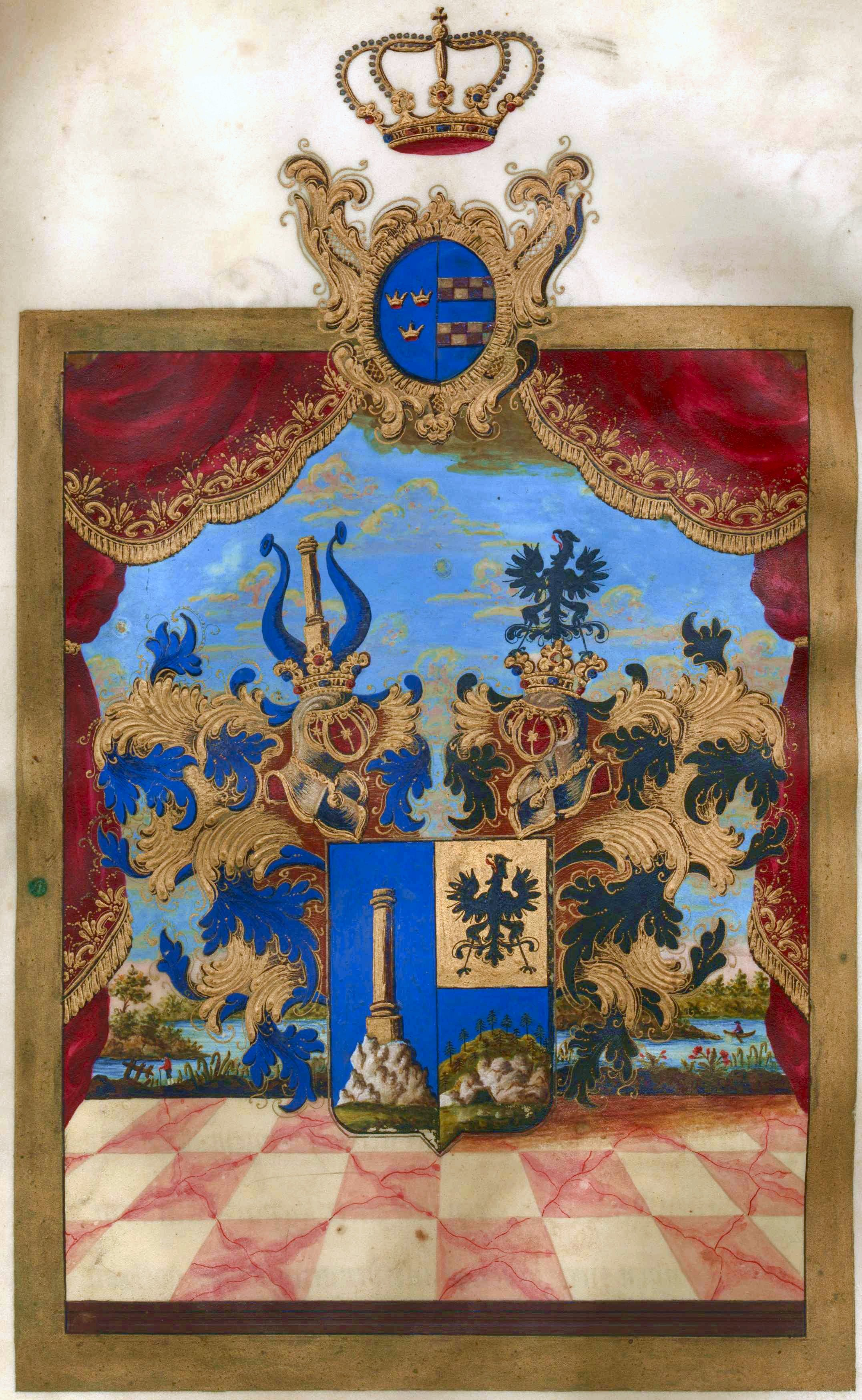
Wappen Seeling v. Saulenfels aus Adelsdiplom

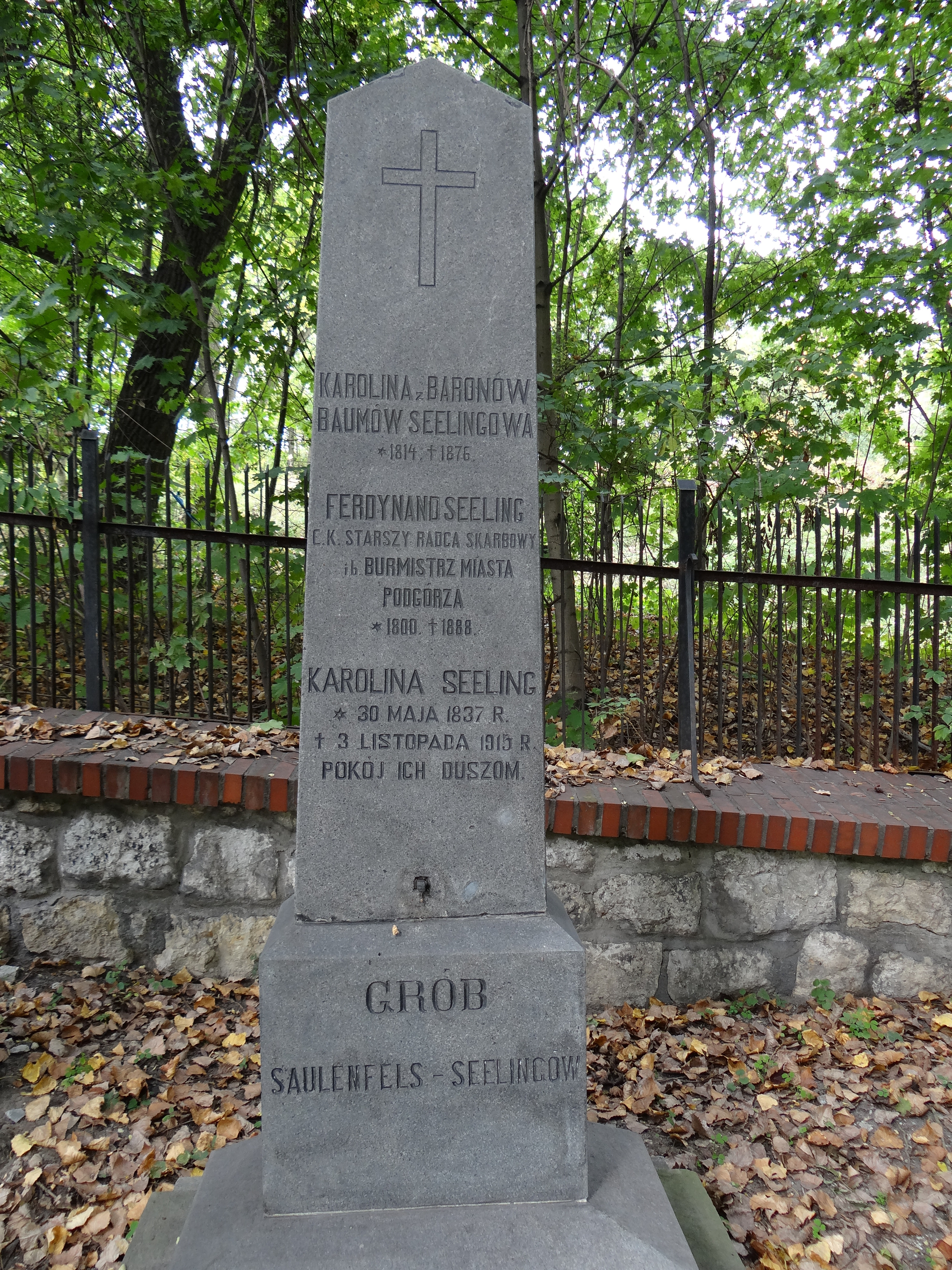
Familiengrab des Ferdinand Seeling von Saulenfels auf dem Friedhof von Krakau.

Seeling von Saulenfels, eigentlich Seeling von Säulenfels, ist der Name eines österreichischen briefadeligen Geschlechts.

## Geschichte
Die gesicherte Stammreihe beginnt mit dem Waldbereiter und Bergmeister von Platten in Böhmen Paul Wenzel Seeling, der aus dem benachbarten Sankt Joachimsthal stammte und die Tochter des Bergmeisters von Platten und späteren Bürgermeisters von Johanngeorgenstadt Johann Löbel heiratete. Von 1668 bis 1670 war er Münzmeister von Sankt Joachimsthal. Als Siegel verwendete er im Feld eine Spalte oder Säule, die vereinzelt auch als brennende Kerze oder Stundenglas beschrieben wurde und möglicherweise mit dem späteren Prädikat von Säulenfels in Verbindung stehen könnte. Aus der Ehe gingen elf Kinder hervor, darunter der Stadtrichter und Blaufarbenwerksbesitzer Johann Adalbert Seeling. Für seine Verdienste im Bergwesen erhielt dessen Enkel, der Oberamtsverwalter und Salinenvorsteher von Wieliczka in Galizien Johann Anton Seeling von Kaiser Franz I. am 13. Juni 1807 in Wien den galizischen Adelsstand mit dem Prädikat Ritter von Säulenfels. Nach dem Adelsaufhebungsgesetz nannte sich die Familie Seeling-Saulenfels.

## Wappen
Blasonierung: Gespalten und halbgeteilt. Feld 1. in Blau über grünem Boden auf natürlichem Felsen eine goldene Säule; Feld 2 in Gold ein schwarzer Adler; Feld 3 in Blau auf grünem Boden drei silberne Salzwürfel vor einem Schachteingang in einem mit Tannen bewachsenen Felsenberg. Zwei Helme: I. Zwischen zwei blauen Büffelhörnern die goldene Säule; die Helmdecken sind blau-golden; II. ein schwarzer Adler, die Helmdecken sind schwarz-golden.

## Stammreihe
- Paul Wenzel Seeling († 1693), ⚭ 1658 Rosina Löbel
  - Johann Adalbert Seeling (1660–1712), ⚭ 1678 Benigna Haas
    - Franz Seeling (1700–1772), ⚭ 1722 Maria Anna Liehl
      - Johann Anton Seeling (1743–1822), ⚭ 1766 Johanna Dacicky von Heslova, ⚭ 1796 Agnieszka Bojarska

## Weitere Namensträger
- Ferdinand Seeling von Saulenfels, k. k. Oberfinanzrat und Gubemialrat, Bürgermeister von Podgórze[1]
- Ludwig Seeling von Saulenfels, k. k. Hofkonzipist im Kriegsministerium, Leutnant[2]
- Raimund Seeling von Saulenfels, k. k. Bergrat, Schichtmeister, Salinenvorsteher[3]